# Tamanrasset / Aguenna
Tamanrasset / Aguenna är en flygplats i Algeriet. Den ligger i den södra delen av landet, 1 600 km söder om huvudstaden Alger. Tamanrasset / Aguenna ligger 1 377 meter över havet.
Terrängen runt Tamanrasset / Aguenna är huvudsakligen platt, men åt nordost är den kuperad. Trakten runt Tamanrasset / Aguenna är nära nog obefolkad, med mindre än två invånare per kvadratkilometer. Närmaste större samhälle är Tamanrasset, 7,9 km öster om Tamanrasset / Aguenna. Trakten runt Tamanrasset / Aguenna är ofruktbar med lite eller ingen växtlighet.